# Stadion Zagorec w Nowej Zagorze
Zagorec – stadion w Nowej Zagorze o pojemności 5069 widzów. Swoje mecze rozgrywa na nim FK Zagorec Nowa Zagora.